# Tárgyiasítás
A társadalomfilozófia területén a tárgyiasítás vagy objektifikáció (objectification) az a jelenség, amikor egy személyt, esetleg egy állatot tárgyként kezelnek. A dehumanizáció – más személyek az emberi méltóságtól való megfosztása – kategóriájába tartozik. Alesetei közé tartozik a szexuális tárgyiasítás, a másik embernek a szexuális vágy tárgyaként való kezelése, valamint az öntárgyiasítás. A marxizmus a társas kapcsolatok tárgyiasítását reifikáció (eldologiasodás) címmel tárgyalja.

## Meghatározások
Martha Nussbaum filozófus szerint akkor beszélhetünk egy személy tárgyiasításáról, ha a következő jellemzők közül egy vagy több alkalmazható rá:
1. Instrumentalizálás – a személyt valaki saját céljai puszta eszközének tekinti
2. Az autonómia megtagadása – a személy úgy kezelik, mintha nem lenne saját autonóm akarata, döntésképessége vagy önrendelkezése
3. Tehetetlenség (inertness) – a személyt úgy kezelik, mint aki nem rendelkezik cselekvőképességgel
4. Helyettesíthetőség (fungibility) – a személyt más tárgyakkal felcserélhetőként kezelik
5. Bánthatóság (violability) – a személyre úgy tekintenek, mint akinek nincsenek határai, amiket tisztelni kell, hanem megengedhető a bántása, összetörése ("as something that it is permissible to break up, smash, break into.")
6. Birtokolhatóság – a személyre vagyontárgyként tekintenek, ami birtokolható, adható-vehető
7. A szubjektum tagadása (denial of subjectivity) – a személyre úgy tekintenek, mint akinek nem szükséges foglalkozni az érzéseivel vagy élményeivel

Rae Langton a Sexual Solipsism: Philosophical Essays on Pornography and Objectification c. művében három új jellemzőt javasolt hozzáadni Nussbaum listájához:
1. A testre történő redukció – úgy tekintik a személyt, mint aki azonos a fizikai testével vagy testrészeivel;
2. Megjelenésre történő redukció – a személyt elsősorban aszerint kezeli, hogy hogy néz ki, vagy milyen érzékszervi benyomást kelt;
3. Elhallgattatás – a személyt úgy tekintik, mint aki néma, önálló megszólalásra képtelen.

## Érvek
Nussbaum úgy találta, hogy az emberek a tárgyiasítás-felfogása túlságosan leegyszerűsítő, emiatt nem szolgálhat olyan normatív elgondolásként, ami alapján a nők szexualizációjának erkölcsi implikációit ki lehetne értékelni. Ezért projektjének célja az volt, hogy letisztázza a tárgyiasítás koncepcióját annak 7 aspektusa alapján és megkülönböztesse a különböző, jótékony és ártalmas formáit a szexualitással kapcsolatos körülmények között.
Nussbaum érvelése szerint a tárgyiasítás témája nem csak a szexualitás hosszasan tárgyalt témakörében fontos, hanem a kapitalizmus és rabszolgatartás marxista nézeteiben is. Nussbaum szerint az objektifikáció nem minden körülmények között eredendően negatív, és nem feltétlenül jelenik meg minden esetben, amikor a hét tulajdonság egyike megjelenik.
Immanuel Kant úgy gondolta, hogy a szexuális vágyakozás olyan hajtóerő, ami szükségszerűen tárgyiasít. Amikor az ember szexuális vágya felébred, késztetést érez arra, hogy a másik személyt befogadja és elnyelje szexuális kielégülése érdekében. Szexuális vágyunk az autonómia tagadásaként manifesztálódik, melyben elő akarjuk írni, hogy a másik személy hogyan viselkedjen, a saját kielégülésünk biztosítása érdekében. A szubjektum tagadása is, amikor felhagy a másik gondolatai vagy érzései iránti érdeklődéssel a saját kielégülés elérését szem előtt tartva. A szexuális vágy olyan akut és erőteljes, hogy kiűzi a mások jóllétével kapcsolatos gondolatokat és elkezdjük a másikat testrészei összességére redukálni. A szexuális tárgyiasítás Kantnál a szexualitás olyan általános jellemzője, amiben mindkét fél részt vesz mind tárgyiasítóként, mind szexuális tárgyként.
Catherine Mackinnon és Andrea Dworkin magukévá teszik Kant elgondolását a szex eredendően tárgyiasító voltáról, de elvetik azt a gondolatot, hogy mindkét fél egyszerre lenne tárgyiasító és tárgyiasított. Náluk a férfiak és nők tárgyiasítása aszimmetrikus. A férfiak, illetve a nők szexualitásának kifejeződése nagyobb társadalmi-kulturális kontextusban képzelhető el, amelyben a férfiak és nők közti hatalmi viszonyok egyenlőtlenek. A férfiak domináns módon, a nők tárgyiasításával fejezik ki szexualitásukat, míg a nők alárendelt módon fejezik ki szexualitásukat, miközben tárgyiasítják őket, vagy akár öntárgyiasítás által. Ezért a nők sebezhetőbbek a a bánthatóság, a szubjektumtól és autonómiától megfosztás tekintetében. Nussbaum érvei szerint fontos a férfi és női szexualitás makroperspektívába való helyezése, azonban Mackinnon és Dworkin nem veszik figyelembe a morálisan ugyanolyan fontos személyes történeteket és pszichológiákat

## Feminista tárgyiasításelmélet
A Barbara Fredrickson és Tomi-Ann Roberts által javasolt tárgyiasításelmélet szerint egy lány vagy nő tárgyiasítása végül nagyobb mérvű szorongáshoz, feszélyezettséghez (self-awareness) vezet. Feltehetőleg a nők gyors ütemben internalizálják a társadalom által kijelölt státuszukat és a végeredményt úgy tekintik, mintha mindig is így látták volna magukat.
Fredrickson és Roberts érvei szerint a nők tárgyiasítása bizonyos mértékig a nők mentális egészségére is kihathat. A társadalmi perspektíva a női testre kényszerítése a test folyamatos monitorozásához, kényszeres étkezési szokásokhoz vezethet, ami végül szégyenérzetet vagy szorongást okoz. Fredrickson és Roberts azt állítják, hogy a new wave-feministák és tudósok befolyása a női testet szociokulturális perspektívába helyezte. Ez egyrészt a test perspektívájának új dimenzióját nyitotta meg, másrészt viszont túl kevés hangsúlyt helyezett a női test szociokulturális mellett biológiai létezésmódjára. Szerintük nem szabadna, hogy az egyik nézőpont háttérbe szorítsa a másikat, hiszen a kettő kombinált hatása hozta létre a testkép mögötti társadalmi konstrukciót.
A tárgyiasítás elmélete megpróbálkozik a női test szociokulturális elemzése mögötti általános elgondolás továbbvitelével a nők és gender pszichológiájának irányába. Ahogy Fredrickson és Roberts írják: „Ezekben az élményekben talán az a legalapvetőbb és legáthatóbb, ahogy a tudatosság megszakad, aminek eredményeként a lányok és nők közül számosan internalizálják a kultúrában megtalálható tárgyiasítási szokásokat és rendszeresen figyelemmel kísérik a testük külső megjelenését.”

## Fordítás
- Ez a szócikk részben vagy egészben az Objectification című angol Wikipédia-szócikk ezen változatának fordításán alapul.  Az eredeti cikk szerkesztőit annak laptörténete sorolja fel. Ez a jelzés csupán a megfogalmazás eredetét és a szerzői jogokat jelzi, nem szolgál a cikkben szereplő információk forrásmegjelöléseként.